# Ferrata del Vallon
La ferrata del Vallon è una via ferrata dolomitica, che si trova nel Gruppo del Sella, sul versante della Val Badia; è una via piuttosto facile e breve ma poco frequentata.

## Descrizione del percorso

### Avvicinamento
Si può arrivare all'attacco della ferrata partendo da Corvara, usufruendo della cabinovia Boè che dal centro abitato porta fino al Rifugio Crep de Mont (2.198 m) e della seggiovia che da qui porta fino alla conca del Vallon (2.553 m); in alternativa, se si proviene da Arabba, si può raggiungere la stazione a valle della seggiovia Vallon dal Passo di Campolongo (1.875 m) tramite il facile sentiero n. 638. Dalla stazione a monte della seggiovia si prosegue a destra prendendo la direzione per le ferrate Vallon e Piz da Lech de Boè, e al successivo bivio si prende il sentiero a sinistra, mentre quello di destra porta all'inizio della ferrata del Piz da Lec. Man mano ci si avvicina al circo glaciale del Vallon, fino ad arrivare all'attacco (2650 m).

### Via ferrata
La ferrata inizia con un primo tratto in diagonale, con successivi gradoni. Il cavo metallico che accompagna questo primo pezzo è solo per una comodità aggiunta. Si prosegue seguendo come indicazione il cavo metallico. Successivamente il percorso presenta una breve cengia e ancora alcuni gradini in diagonale.
Si raggiunge quindi una comoda balconata dove è possibile ammirare il panorama dolomitico. Intanto in alto si può ammirare sulla sinistra una cascata che scende dalla sommità. Infine ci si trova davanti ad un ponticello fatto di aste metalliche, da superare. Si giunge quindi all'ultimo e più impegnativo tratto, una parete verticale di 15 metri. Nonostante la sua verticalità il tratto è facilmente superabile grazie ai suoi molteplici e facili appigli. Con poco sforzo quindi si giunge al termine di questa ferrata (2750 m) sulla forcella del Vallon, tra il Sasso delle Nove (2904 m) e la cima del Vallon (2905 m).

### Discesa
La ferrata non termina presso alcuna cima, quindi il ritorno lascia diverse possibili alternative:
- Una prima alternativa sarebbe quella di girare a sinistra prendendo il sentiero n. 672 (sentiero attrezzato Lichtenfels) che torna al rifugio Kostner[1] attraverso un percorso abbastanza ripido e ghiaioso ed in un tratto attrezzato.
- La seconda alternativa prevede un giro più lungo e panoramico che attraverso una affilata cresta (Cresta Strenta) porta alla cima del Piz Boè (3152 m) dove si trova il rifugio Capanna Fassa e offre ancora numerose alternative[2]. Dalla cima per ritornare al punto di partenza si imbocca il sentiero n. 638 che porta al Rif. Kostner.

Dal Rif. Kostner si può poi raggiungere la cabinovia Boè per Corvara o scendere a piedi al Campolongo, in entrambi i casi sempre tramite il sentiero n. 638.